# Sasia
Sasia là một chi chim trong họ Picidae.